# Detlef Schmidt (Manager)
Detlef Schmidt (* 11. Juli 1944 in Döbern) ist ein deutscher Manager. Er war Mitglied des Aufsichtsrates des VfB Stuttgart bis 2010 sowie ehemaliges Mitglied des Vorstands für Marketing und Vertrieb der EnBW Energie Baden-Württemberg.

## Leben und Leistungen
Schmidt hat seit 1972 Führungsaufgaben im Bereich Vertrieb und Marketing der Volkswagen AG wahrgenommen. 1986 wurde er zum Geschäftsführer der Seat Deutschland GmbH ernannt, baute diese Marke und ihr Vertriebsnetz in Deutschland auf und erzielte damit 1991 einen bisherigen Absatzrekord. Im selben Jahr wurde er zum Mitglied des Vorstandes der ŠKODA automobilová a.s. (heute Škoda Auto) für den Geschäftsbereich Vertrieb und Marketing bestellt, wo in der Folgezeit unter seiner Leitung ein neues weltweites Handels- und Servicenetz geschaffen wurde. Parallel zu seiner Vorstandstätigkeit bei Škoda wurde Schmidt 1994 zusätzlich zum Vorstand für Vertrieb und Marketing der Seat S.A. in Barcelona ernannt.
Zwischen 1995 und 2000 nahm er exklusiv diese Verantwortung als „Vicepresidente Ejecutivo Comercial“ der Seat S.A. wahr. Der Absatz der Seat S.A. wurde von 303.000 Einheiten auf über eine halbe Million Fahrzeuge gesteigert.
Juli 2000 wurde Schmidt als Vorstandsmitglied für Vertrieb und Marketing bei Škoda Auto in Mladá Boleslav tätig. Gleichzeitig wurde er mit Wirkung zum 1. Juli 2000 zum Mitglied des Aufsichtsrates der Seat S.A. berufen. Diese Funktion übte er bis April 2002 aus.
Von Juli 2003 bis 30. Juni 2008 übernahm Schmidt die Verantwortung für den Aufbau des neu geschaffenen Vorstandsressorts Marketing & Vertrieb bei der EnBW Energie Baden-Württemberg AG. Er war zuständig für alle strategischen und konzeptionellen Aufgaben im Marketing. Unter seiner Führung wurde die Mehrmarkenstrategie für die EnBW konzipiert und umgesetzt. Auch die Verantwortung für alle strategischen Aufgaben im Bereich Privat- und Gewerbekunden, Industriekunden sowie Systeme und Operations und für das Vertriebscontrolling lagen bei ihm. Er war in zahlreichen Tochterunternehmen der EnBW AG als Aufsichtsrat/Aufsichtsratsvorsitzender berufen.
Im Dezember 2008 machte sich Schmidt selbständig und gründete die Firma DWS Consulting GmbH mit den Schwerpunkten Automobile und Energie.
Nach Ablauf der vierjährigen Amtszeit schied Schmidt als Aufsichtsrat des Bundesligisten VfB Stuttgart aus.

## Beirat
- Im Februar 2012 wurde Schmidt in den Beirat des Internationalen Wirtschaftsforums Baden-Baden berufen.
- Seit Mitte 2012 ist er Mitglied des Beirats der Schnellecke Group AG&Co. KG.
- Seit Juni 2013 ist er Mitglied des Beirats der STP AG.

## Auszeichnungen
2002 erhielt Schmidt in Anerkennung seiner Leistungen bei der Verknüpfung von Theorie und Praxis die Ehrendoktorwürde der Technischen Universität Brünn.
Detlef Schmidt wurde 2005 das Bundesverdienstkreuz am Bande des Verdienstordens der Bundesrepublik Deutschland für seine unternehmerischen und persönlichen Verdienste als Vorstand der Seat S.A. und der Škoda Auto verliehen.

## Werke
- Detlef Schmidt, Peter Vest (Hrsg.): Energie ImPuls der Zeit. EnBW, Karlsruhe 2005, ISBN 3-934510-19-1.
- Detlef Schmidt, Peter Vest: Die Energie der Marke. Gabler, Wiesbaden 2010, ISBN 978-3-8349-1479-8.